# لويس دي كامويس

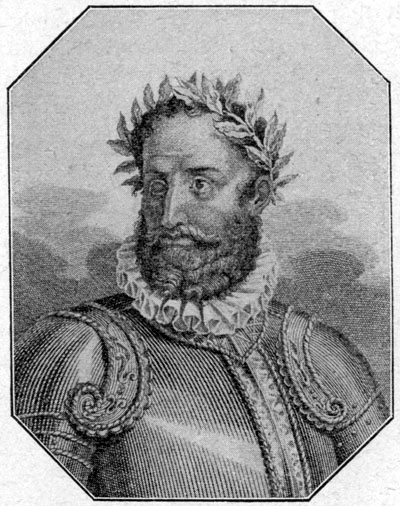
لويس دي كأمويس

لويس دي كامويس (Luís Vaz de Camões؛ 1524 - 1580) كاتب وشاعر برتغالي عاش في القرن 16. من أبرز مؤلفاته «اللوسياد» (بالبرتغالية: Os Lusíadas؛ كتب عام 1572) الذي يعتبر من أفضل الأعمال الأدبية البرتغالية. ولد وتوفي في مدينة لشبونة البرتغالية. ولد لعائلة فقيرة وعاش 17 عاماً تقريباً في الهند. له تأثير كبير على الأدب البرتغالي والبرازيلي ويعد من شعراء البرتغال الوطنيين. له ديوان شعري مشهور يدعى «ريماس» (Rimas؛ كتب عام 1595)، كما كتب بعض الأعمال المسرحية مثل «فيلوديمو» و«الأمفيتريونان» (كلاهما عام 1587).
كان لويس فاز دو كامويس شاعراً قومياً كبيراً، كتب الكثير عن المآثر البطولية الرائدة، والاستكشافات في التاريخ. وكان هو شخصياً مغامراً، واشترك في عدد من الحملات، ففقد إحدى عينيه، وقضى ردحاً من الزمن في السجن، وأخيراً نَعِمَ بالخطوة في بلاط الملك سيباستيان. ولعل أشهر أعماله الأدبية هو «لوسياديس»، وهو تاريخ شعري طويل للبرتغال خلَّد في جملة ما خلَّد، رحلات المستكشف العظيم فاسكو دا غاما.
(كان لويس فاز دو كاموينس شاعراً قومياً كبيراً، كتب الكثير عن المآثر البطولية الرائدة، والاستكشافات في التاريخ البرتغالي. وكان هو شخصياً مغامراً، واشترك في عدد من الحملات، ففقد إحدى عينيه، وقضى ردحاً من الزمن في السجن، وأخيراً نَعِمَ بالخطوة في بلاط الملك سيباستيان.
ولعل أشهر أعماله الأدبية هو «لوسياديس»، وهو تاريخ شعري طويل للبرتغال خلَّد في جملة ما خلَّد، رحلات المستكشف العظيم فاسكو دا غاما.

## روابط خارجية
- لويس دي كامويس على موقع IMDb (الإنجليزية)
- لويس دي كامويس على موقع الموسوعة البريطانية (الإنجليزية)
- لويس دي كامويس على موقع ميوزك برينز (الإنجليزية)
- لويس دي كامويس على موقع إن إن دي بي (الإنجليزية)
- لويس دي كامويس على موقع ديسكوغز (الإنجليزية)
- لويس دي كامويس على موقع قاعدة بيانات الفيلم (الإنجليزية)